# Jappa serrata
Jappa serrata is een haft uit de familie Leptophlebiidae. De wetenschappelijke naam van de soort is voor het eerst geldig gepubliceerd in 1986 door Skedros & Polhemus.
De soort komt voor in het Australaziatisch gebied.